# Gebrüder Graun

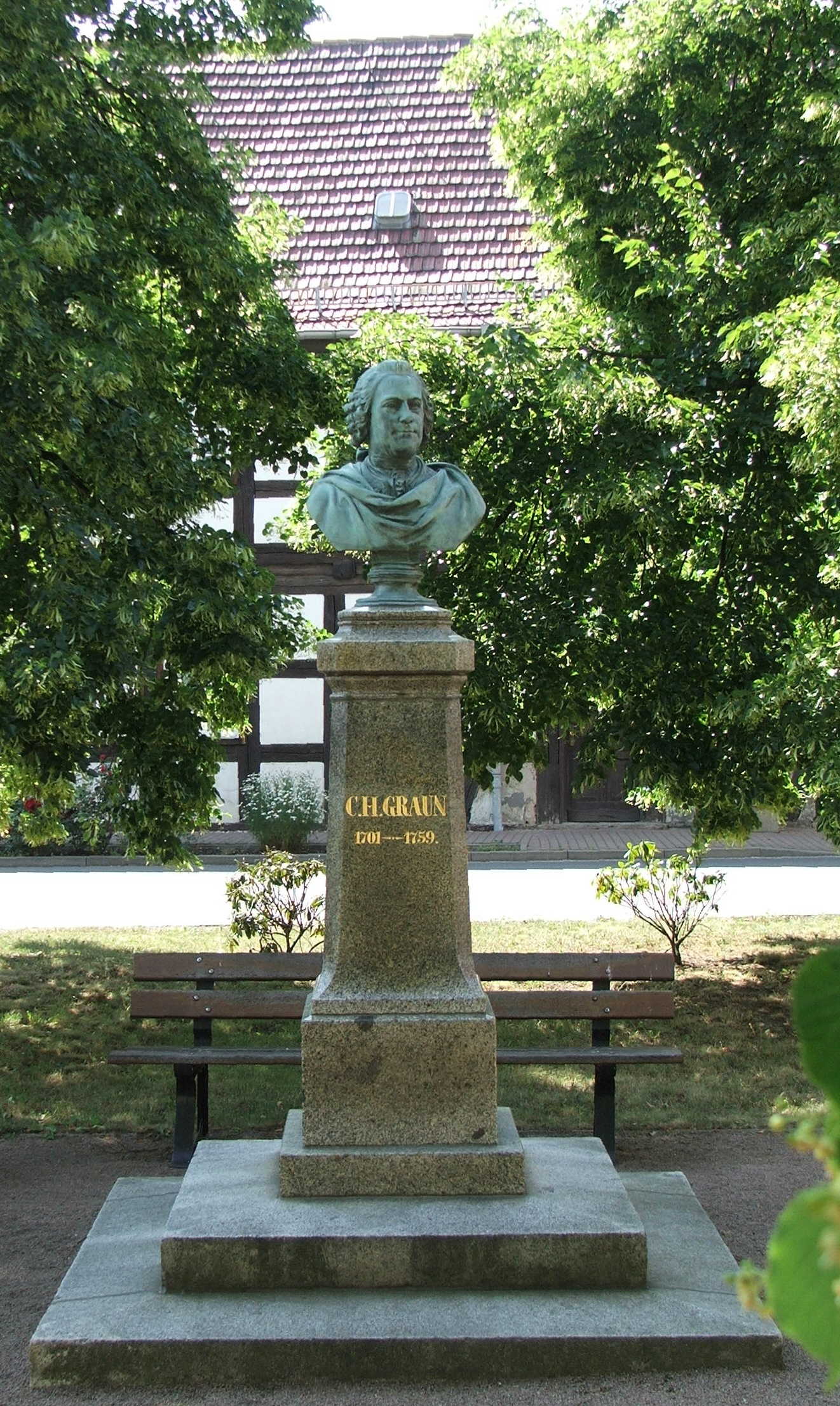
Carl-Heinrich-Graun-Denkmal in Wahrenbrück

Die Gebrüder Graun waren drei deutsche Komponisten des 18. Jahrhunderts. Sie gehörten zu den Hauptvertretern der Ersten Berliner Liederschule und gelangten auch über die Grenzen Preußens hinaus zu einiger Bekanntheit. Bei einigen erhaltenen Kompositionen (etwa Klavierkonzerten) ist heute noch nicht zweifelsfrei erwiesen, welchem der Brüder sie zuzuordnen sind.
Sie wurden in Wahrenbrück geboren, erhielten ihre Ausbildung an der Dresdner Kreuzschule und waren am Hof Friedrichs II. tätig: Johann Gottlieb Graun (1703–1771) als Konzertmeister, sein Bruder Carl Heinrich (1704–1759) ab 1741 als Hofkapellmeister. Ihr ältester Bruder August Friedrich Graun (1698/99–1765), Kantor und Komponist, war eher unbekannt.
Johann Gottlieb Graun war hauptsächlich im Bereich der Kirchenkomposition tätig. Von ihm stammt unter anderem eine Vertonung von Klopstocks Kantate Auferstehn, ja auferstehn.
Carl Heinrich Graun schrieb insgesamt 27 Opern. 1742 wurde mit seiner Oper Cesare e Cleopatra das neu erbaute Berliner Opernhaus eröffnet.